# Beaumont-sur-Oise
Beaumont-sur-Oise és un municipi francès, situat al departament de Val-d'Oise i a la regió de Illa de França. L'any 2007 tenia 8.825 habitants.
Forma part del cantó de L'Isle-Adam, del districte de Pontoise i de la Comunitat de comunes de l'Haut Val-d'Oise.

## Demografia

### Població
El 2007 la població de fet de Beaumont-sur-Oise era de 8.825 persones. Hi havia 3.577 famílies, de les quals 1.290 eren unipersonals (516 homes vivint sols i 774 dones vivint soles), 719 parelles sense fills, 1.147 parelles amb fills i 421 famílies monoparentals amb fills.
La població ha evolucionat segons el següent gràfic:
Habitants censats

### Habitatges
El 2007 hi havia 3.951 habitatges, 3.643 eren l'habitatge principal de la família, 23 eren segones residències i 286 estaven desocupats. 1.778 eren cases i 2.070 eren apartaments. Dels 3.643 habitatges principals, 1.846 estaven ocupats pels seus propietaris, 1.709 estaven llogats i ocupats pels llogaters i 87 estaven cedits a títol gratuït; 309 tenien una cambra, 684 en tenien dues, 811 en tenien tres, 842 en tenien quatre i 998 en tenien cinc o més. 2.001 habitatges disposaven pel capbaix d'una plaça de pàrquing. A 1.883 habitatges hi havia un automòbil i a 986 n'hi havia dos o més.

### Piràmide de població
La piràmide de població per edats i sexe el 2009 era:
| Homes | Edats   | Dones |
| ----- | ------- | ----- |
| 5     | 95 o +  | 23    |
| 19    | 90 a 94 | 37    |
| 52    | 85 a 89 | 84    |
| 34    | 80 a 84 | 64    |
| 97    | 75 a 79 | 182   |
| 121   | 70 a 74 | 197   |
| 123   | 65 a 69 | 193   |
| 120   | 60 a 64 | 153   |
| 110   | 55 a 59 | 143   |
| 270   | 50 a 54 | 227   |
| 400   | 45 a 49 | 320   |
| 278   | 40 a 44 | 356   |
| 304   | 35 a 39 | 318   |
| 344   | 30 a 34 | 259   |
| 317   | 25 a 29 | 353   |
| 301   | 20 a 24 | 298   |
| 358   | 15 a 19 | 336   |
| 286   | 10 a 14 | 318   |
| 278   | 5 a 9   | 299   |
| 191   | 0 a 4   | 242   |

## Economia
El 2007 la població en edat de treballar era de 5.819 persones, 4.451 eren actives i 1.368 eren inactives. De les 4.451 persones actives 4.014 estaven ocupades (2.033 homes i 1.981 dones) i 437 estaven aturades (231 homes i 206 dones). De les 1.368 persones inactives 389 estaven jubilades, 522 estaven estudiant i 457 estaven classificades com a «altres inactius».

### Ingressos
El 2009 a Beaumont-sur-Oise hi havia 3.685 unitats fiscals que integraven 8.985 persones, la mediana anual d'ingressos fiscals per persona era de 18.567 €.

### Activitats econòmiques
Dels 426 establiments que hi havia el 2007, 3 eren d'empreses extractives, 9 d'empreses alimentàries, 1 d'una empresa de fabricació de material elèctric, 1 d'una empresa de fabricació d'elements pel transport, 8 d'empreses de fabricació d'altres productes industrials, 60 d'empreses de construcció, 73 d'empreses de comerç i reparació d'automòbils, 20 d'empreses de transport, 35 d'empreses d'hostatgeria i restauració, 10 d'empreses d'informació i comunicació, 22 d'empreses financeres, 29 d'empreses immobiliàries, 49 d'empreses de serveis, 71 d'entitats de l'administració pública i 35 d'empreses classificades com a «altres activitats de serveis».
Dels 134 establiments de servei als particulars que hi havia el 2009, 1 era una oficina d'administració d'Hisenda pública, 1 gendarmeria, 1 oficina de correu, 9 oficines bancàries, 1 funerària, 5 tallers de reparació d'automòbils i de material agrícola, 1 establiment de lloguer de cotxes, 4 autoescoles, 7 paletes, 13 guixaires pintors, 3 fusteries, 13 lampisteries, 8 electricistes, 8 empreses de construcció, 13 perruqueries, 1 veterinari, 26 restaurants, 13 agències immobiliàries, 1 tintoreria i 5 salons de bellesa.
Dels 34 establiments comercials que hi havia el 2009, 4 eren supermercats, 3 botiges de menys de 120 m², 8 fleques, 4 carnisseries, 2 llibreries, 3 botigues de roba, 2 botigues d'equipament de la llar, 2 sabateries, 1 una botiga d'electrodomèstics, 1 una botiga de material esportiu, 1 una perfumeria i 3 floristeries.

## Equipaments sanitaris i escolars
El 2009 hi havia 1 hospital de tractaments de curta durada, 1 hospital de tractaments de mitja durada (seguiment i rehabilitació, 1 un hospital de tractaments de llarga durada, 3 psiquiàtrics, 1 centre d'urgències, 1 maternitat, 3 farmàcies i 1 ambulància.
El 2009 hi havia 1 escola maternal i 5 escoles elementals. A Beaumont-sur-Oise hi havia 2 col·legis d'educació secundària i 1 liceu d'ensenyament general. Als col·legis d'educació secundària hi havia 572 alumnes i als liceus d'ensenyament general 875.
Beaumont-sur-Oise disposava d'un centre de formació no universitària superior de formació sanitària.

## Poblacions més properes
El següent diagrama mostra les poblacions més properes.